# دم‌سوزنی
دم‌سوزنی (نام علمی: Hirundapus) نام یک سرده از تیره بادخورک است.

## گونه‌ها
- دم‌سوزنی گلوسفید (Hirundapus caudacutus)
- دم‌سوزنی ارغوانی (Hirundapus celebensis)
- دم‌سوزنی پشت‌نقره‌ای (Hirundapus cochinchinensis)
- دم‌سوزنی پشت‌قهوه‌ای (Hirundapus giganteus)